# Ecphylus propodealis
Ecphylus propodealis är en stekelart som beskrevs av Marsh 2002. Ecphylus propodealis ingår i släktet Ecphylus och familjen bracksteklar. Inga underarter finns listade i Catalogue of Life.